# Goldfinger (zespół muzyczny)
Goldfinger – amerykańska grupa wykonująca muzykę z pogranicza takich gatunków jak: ska punk, pop punk czy punk rock.

## Historia
Zespół powstał w 1994 roku w Kalifornii z inicjatywy Johna Feldmanna oraz Simona Williamsa. Muzycy do współpracy zaprosili Darrina Pfeiffera i Steve’a Geigera, później zastąpiony przez Charliego Paulsona. Simon Williams, zainspirowany filmem z serii o Jamesie Bondzie, zaproponował nazwę Goldfinger. Tego samego roku zespół nagrał pierwsze demo Richter, które zyskało uznanie wytwórni Mojo Records. W 1995 roku grupa nagrała swoją pierwszą profesjonalną płytę, niedostępną w Europie. W roku 1997 ukazał się kolejny album, Hang-Ups. Następne trzy lata zespół poświęcił na trasy koncertowe. W 1998 zespół opuścił Williams, a zastąpił go Kelly Lemieux. W 1999 roku muzycy nagrali album Darrin's Coconut Ass. Po 6 latach grupa wydała płytę Stomping Ground, przeznaczoną do sprzedaży na całym świecie.

## Dyskografia
| 1995 | Richter EP – Mojo Records                               |
| 1996 | Goldfinger – Mojo Records                               |
| 1997 | Hang-Ups – Mojo Records                                 |
| 1999 | Darrin's Coconut Ass: Live from Omaha EP – Mojo Records |
| 2000 | Stomping Ground – Mojo Records                          |
| 2001 | Foot in Mouth – Mojo Records                            |
| 2002 | Open Your Eyes – Mojo Records                           |
| 2004 | Live at the House of Blues DVD – Kung Fu Records        |
| 2005 | Disconnection Notice – Maverick Records                 |
| 2005 | The Best of Goldfinger – Mojo Records                   |
| 2008 | Hello Destiny – SideOneDummy Records                    |

### Inne
- Utwór pod tytułem „Vintage Queen” był użyty w filmie American Pie 1.
- Utwór pod tytułem „Spokesman” był użyty w grze Tony Hawk's Pro Skater 4.
- Utwór pod tytułem „Superman” był użyty w grze Tony Hawk's Skateboarding.
- Utwór pod tytułem „I Want” był użyty w grze Burnout Revenge.
- Utwór pod tytułem „99 Red Baloons” był użyty w filmie pt. Eurotrip.
- Utwór pod tytułem „99 Red Baloons” był użyty w filmie pt. Not Another Teen Movie.
- Utwór pod tytułem „My Everything” był użyty w grze SSX On Tour.
- Utwór pod tytułem „Counting the Days” był użyty w grze Shaun White Snowboarding.